# Steinseltz
Steinseltz är en kommun i departementet Bas-Rhin i regionen Grand Est (tidigare regionen Alsace) i nordöstra Frankrike. Kommunen ligger i kantonen Wissembourg som tillhör arrondissementet Wissembourg. År 2022 hade Steinseltz 612 invånare.

## Befolkningsutveckling
Antalet invånare i kommunen Steinseltz
| Referens: INSEE |